# Edgar Popp
Edgar Popp (* 10. Juni 1920; † 20. Juli 2015 in Otterberg) war ein deutschstämmiger kroatischer evangelisch-lutherischer Pfarrer der Evangelischen Kirche Kroatiens und Dechant von Zagreb.

## Leben
Edgar Popp war der Sohn des einzigen evangelischen Bischofs von Jugoslawien, Philipp Popp, der 1945 wegen Kollaboration mit dem faschistischen Ustascha-Regime hingerichtet wurde. Nachdem Edgar die Hochschulreife erworben hatte, studierte er Evangelische Theologie und wurde zum Pfarrer ordiniert. Nach dem Tode seines Vaters übernahm er das Pfarramt an der Christuskirche von Opatija, das nach dem Zweiten Weltkrieg als Bestandteil von Istrien zum jugoslawischen Staatsgebiet hinzugekommen war. Die bisherige dort bestehende deutsche Evangelische Landeskirche fand in der Kroatischen evangelischen Kirche ihren Rechtsnachfolger. Bis 1960, als er nach Deutschland ausreiste, war Popp in Zagreb Dechant.
In seiner Amtszeit und darüber hinaus hielt Popp Verbindung zu einem Evangelischen Hilfskomitee für die deutsche Evangelische Landeskirche aus dem ehemaligen Jugoslawien e. V. Als dieses 2006 sein 60- jähriges Bestehen beging, konnte er daran altershalber nicht mehr teilnehmen, wurde aber offiziell mit einem Grußwort bedacht. In der Zeitschrift Religion in Eastern Europe wird berichtet, dass sein Nachfolger im Amt, Pfarrer Vladimir Deutsch, Popp in Verbindung bringen wollte mit Hilfsgütern des Lutherischen Weltbundes, die offensichtlich nicht verteilt wurden und auf einer Müllhalde gefunden worden waren. Popp war Mitglied der Christlichen Friedenskonferenz, an deren zweiter Tagung er 1959 in Prag teilgenommen hat.

## Veröffentlichungen
- Information über die Geschichte der Renovierung der Abteikirche. Otterberg, Protestant. Pfarramt 1971